# Prunay-Cassereau
 Prunay-Cassereau  es una población y comuna francesa, en la región de Centro, departamento de Loir y Cher, en el distrito de Vendôme y cantón de Saint-Amand-Longpré.

## Demografía
| 752 | 656 | 573 | 557 | 520 | 607 |
| Para los censos de 1962 a 1999 la población legal corresponde a la población sin duplicidades (Fuente: INSEE [Consultar]) |     |     |     |     |     |